# Jožef Borovnjak
Jožef Borovnjak (mađ.: Borovnják ili Borovnyák József) (Ivanovci ili Ivanócz/Alsószentbenedek, Mađarska, danas Slovenija, oko 9. veljače 1826. – Cankova, ili Vashidegkút, 19. rujna 1909.) Bio je slovenski, te rimokatolički svećenik i pisac. Njegov je otac bio protiv njegove vjere. 
Rodio se u kraju Prekomurje (Prekmurje) u Ivanovcima. Borovnjak je u početku učio u Ivanovcima, a zatim u Tišinom (Csendlak). U Dobrovniku je naučio mađarski jezik. Pohađao je gimnaziju u Kisegu (Kőszeg) i Sambotelu (Szombathely). Bio je posvećen 1851. godine u Ivanovcima. Postao je svećenik u mjestu Števanovci (Apátistvánfalva) kod Monoštra (Szentgotthárd) (1851. – 1852.) u jednoj crkvi izgrađenoj 1785. godine. Ta je crkva jedan od najljepših spomenika kulture u Slovenskom Porabju koji je danas dio Mađarske.
1852. – 1858. bio je kapelan u Prekomurju, zatim ponovno svećenik u Cankovu (Vashidegkút). 1860. godine je napisao djelo Mali politicsni vodnik. U ovome djelu analizirao je stanje mađarskih Sloveneca.

Također je ponovno napisao Evanđelje, koje je u originalu izradio Mikloš Küzmič 1780. godine. Održavao je i čuvao prekomursko narječje.
Jožef Borovnjak umro je 1909. godine u Cankovu, gdje je bio svećenik od 1872. do 1909. godine.

## Djela
- "Isuse, moja žudnjo" (Jezuš moje pošelenje, 1860. Gornja Radgona)
- "Veliki katekizam" (Veliki katekizmuš, 1864. Gornja Radgona)
- "Prekomurskih slovenska molitvenik" (Stara slovenska molitvena kniga, 1864. Gornja Radgona)
- "Mali politični vodnik" (Mali politični vodnik, 1868. Graz)
- "Sveti Anđeo Čuvar" (Sveti Angel Čuvar, Gornja Radgona, 1875.)